# Landkreis Neuwied
Landkreis Neuweid är ett distrikt i norra delen av förbundslandet Rheinland-Pfalz, vilket ligger i Tyskland.
Ungefär 40 km av den sydvästra gränsen utgörs av floden Rhen. Regionen ingick före distriktens uppkomst främst i Kurfurstendömet Köln och Kurfurstendömet Trier. Landkreis Neuweid bildades 1816. Sedan den sista reformen från 1969/1970 är distriktet 626,8 km² stort. Större samhällen är staden Neuwied med ungefär 65 000 invånare samt Bad Hönningen, Dierdorf, Linz och Unkel.
Näringslivet kännetecknas av företag inom järnframställningen, pappersbruk och byggmaterialproduktion. Fram till 1822 var Kreis Linz självständig. I området sker främst vinodling.

## Infrastruktur
Genom distriktet går motorvägen A3.